# Diamond District, Manhattan

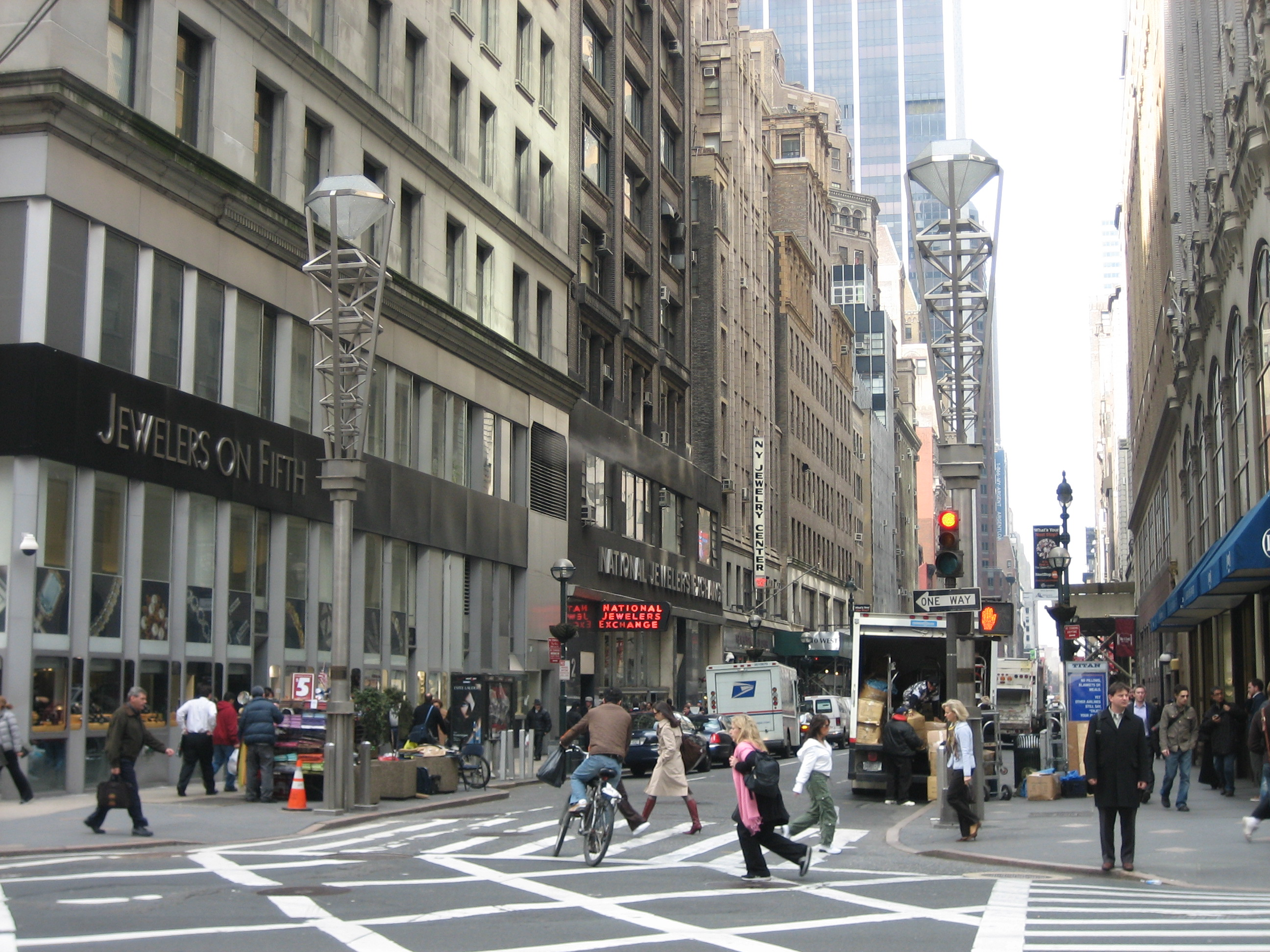
47th St. și 5th Ave.

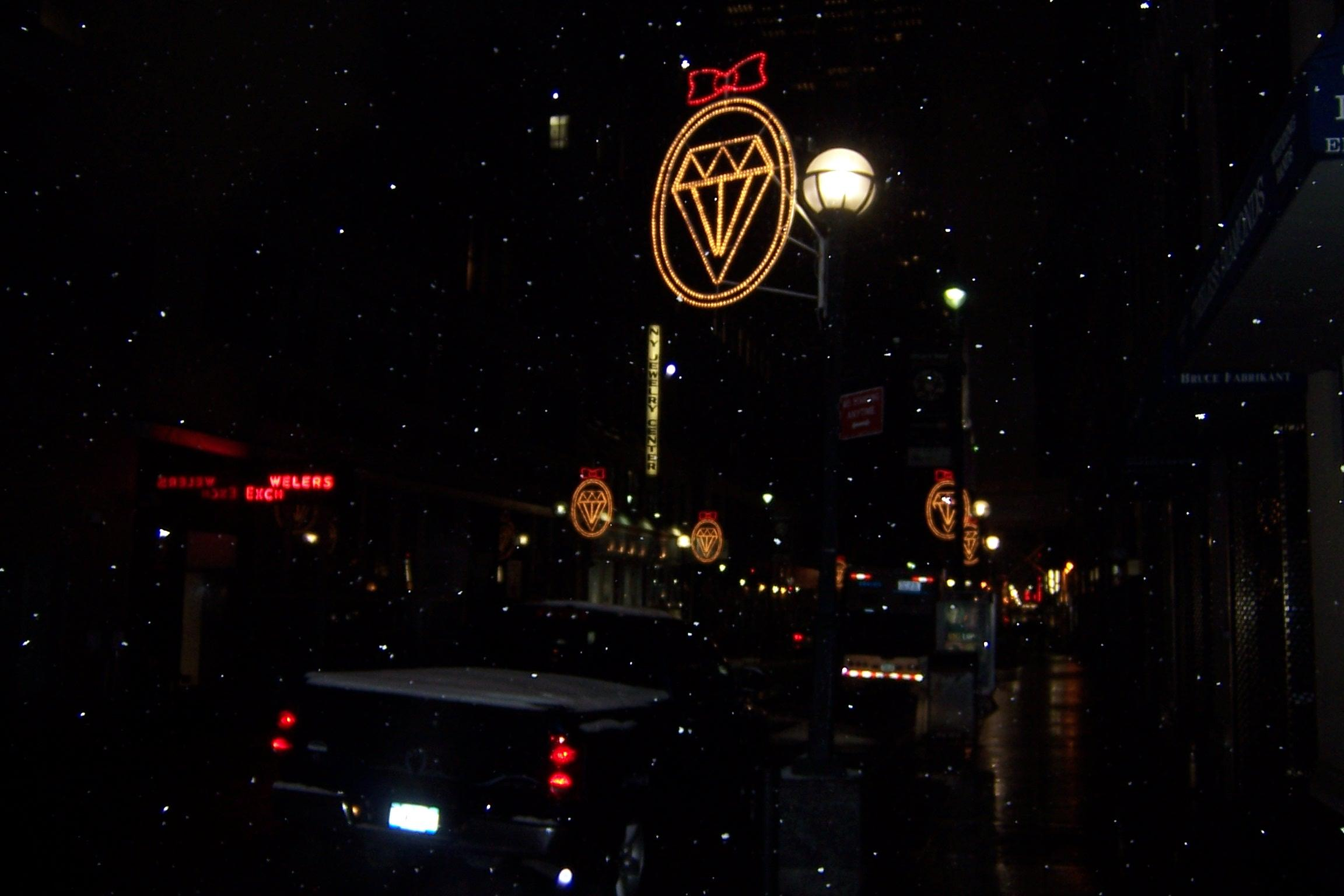
Strada decorată pentru Crăciun.

Diamond District este o zonă din New York City localizată pe West 47th Street între Fifth Avenue și Sixth Avenue în Midtown Manhattan,  la câțiva pași de numeroase atracții din New York. Aceasta este situată la o stradă de Rockefeller Center, trei străzi la sud de Radio City Music Hall, trei străzi la sud de St Patrick's Cathedral și o stradă la est de Broadway Theater District. Se estimează că 90% din diamantele din Statele Unite intră prin New York.